# Pandosia (Brutia)
Pandosia (en griego, Πανδοσία) fue una colonia griega de Magna Grecia. Estaba en territorio de los brucios. Sus datos históricos a veces se confunden con los de otra Pandosia de Magna Grecia que estaba cerca de Heraclea de Lucania. 
Eusebio de Cesarea señala que la fundación de Pandosia (aunque no se sabe a cuál de las dos Pandosias de la zona se refiere) fue contemporánea a la de Metaponto. Pseudo-Escimno, por otra parte, incluye Pandosia entre las ciudades fundadas por los aqueos.
Según Estrabón era una ciudad con importantes defensas naturales, asentada en tres colinas entre las que discurría un río llamado Aqueronte, que en otros tiempos era sede del palacio de los reyes de Enotria. Estaba cerca de Consentia, la capital de los brucios. Tanto Estrabón como Tito Livio añaden que allí fue donde murió Alejandro el Moloso, en torno al año 330 a. C., al que un oráculo aconsejó que se previniera del Aqueronte y de Pandosia, lugares que también se hallaban en Tesprotia.
Durante la segunda guerra púnica, la ciudad se entregó voluntariamente a los romanos en el año 204 a. C.
Se conservan monedas de Pandosia desde el siglo V a. C. que relacionan a Pandosia en un principio con Síbari y luego con Crotona. Sin embargo, se desconoce la localización exacta de Pandosia.